# Dãy núi Taebaek

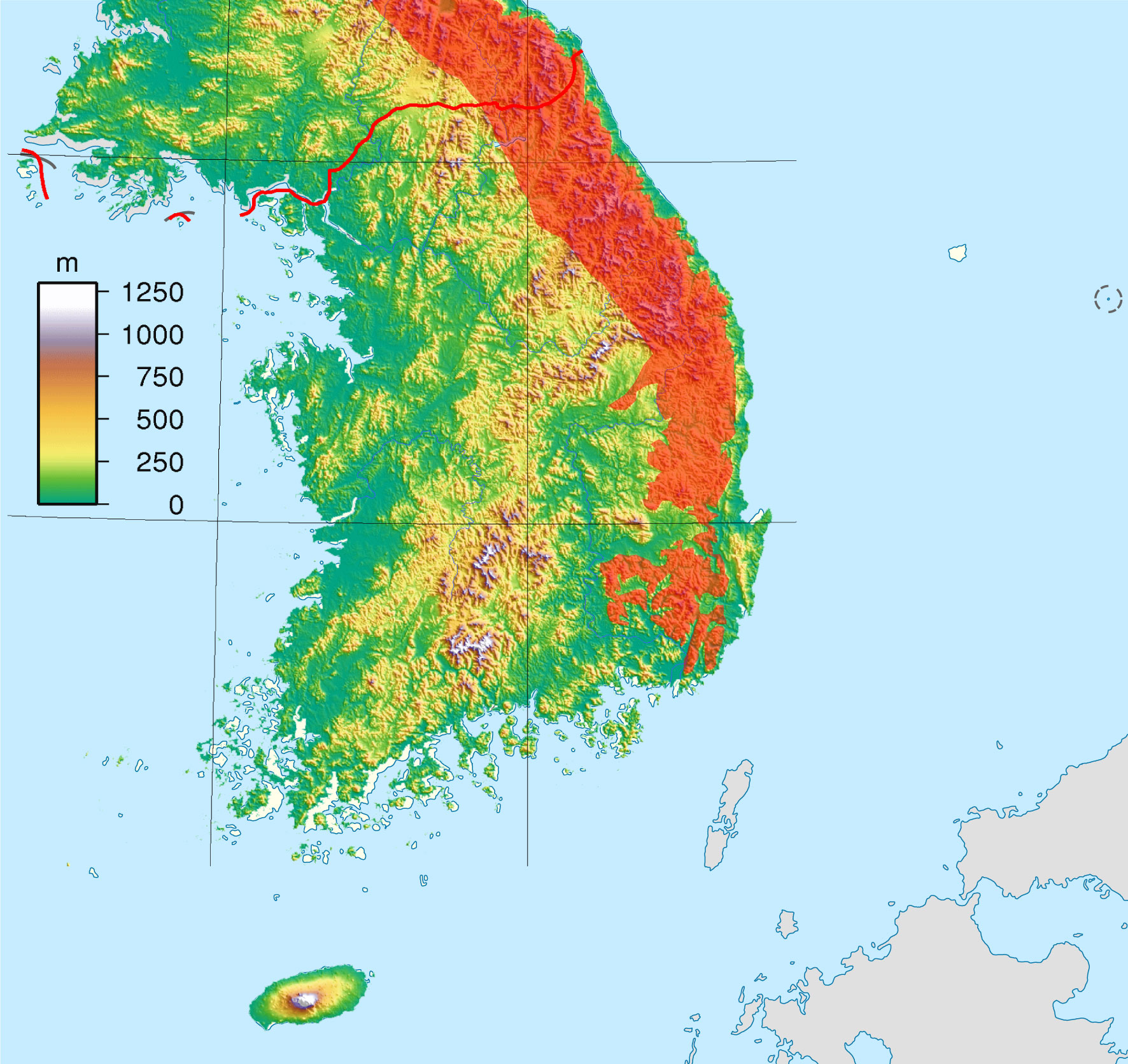
Vị trí dãy núi Taebaek

Dãy núi Taebaek (tiếng Triều Tiên:태백산맥, Hanja: 太白山脈, Hán Việt: Thái Bạch sơn mạch) là một dãy núi kéo dài trên cả hai miền nam và bắc bán đảo Triều Tiên. Đây là dãy núi chính của bán đảo Triều Tiên.
Dãy núi Taebaek nằm ở rìa phía đông của bán đảo và chạy dọc theo biển Nhật Bản. Núi Hwangnyong ở Bắc Triều Tiên với độ cao 1.268 mét là cực bắc của dãy núi. Busan, thành phố lớn thứ hai của Hàn Quốc là cực nam của dãy núi. Tổng chiều dài của dãy núi là 500 km, độ cao trung bình là 1.000 mét trên mực nước biển.
Các đỉnh cao nhất của dãy núi là Núi Kŭmgang (Kim Cương) cao 1.638 m, Núi Seorak cao 1.708 m, và Núi Odae cao 1.563 m. Ở phía đông, dãy núi dốc xuống biển Nhật Bản nhưng ở phía tây dãy núi thoai thoải hơn. Nhiều mũi núi kéo dài về phía tây nam. Các con sông quan trọng nhất của Hàn Quốc như sông Hán, sông Nakdong đều bắt nguồn từ dãy Taebaek.
Về mặt kinh tế, dãy núi Taebaek có các khoáng sản quan trọng như sắt, than đá, wolfram, fluorit và đá vôi. Nhiều khu vực núi dốc có rừng che phủ rộng khắp.